# Северный сельсовет (Амурская область)
Се́верный сельсове́т — муниципальное образование со статусом сельского поселения в составе Архаринского района Амурской области.
Административный центр — село Северное.

## История
18 ноября 2005 года в соответствии с Законом Амурской области № 91-ОЗ муниципальное образование наделено статусом сельского поселения.

## Население
| 2002 | 2010 | 2011 | 2012 | 2013 | 2014 | 2015 |
| ---- | ---- | ---- | ---- | ---- | ---- | ---- |
| 446  | ↘386 | ↘384 | ↘379 | ↘355 | ↘340 | ↘280 |
| 2016 | 2017 | 2018 | 2019 | 2020 | 2021 |      |
| ↘260 | ↘240 | ↘235 | ↘228 | ↘211 | ↘165 |      |

## Состав сельского поселения
| № | Населённый пункт | Тип населённого пункта       | Население |
| - | ---------------- | ---------------------------- | --------- |
| 1 | Северное         | село, административный центр | ↘178      |
| 2 | Скобельцыно      | село                         | ↘37       |
| 3 | Украинка         | село                         | →20       |